# Nops blandus
Espèce
Synonymes
- Caponina blanda Bryant, 1942
- Nops virginicus Sánchez-Ruiz, 2010

Nops blandus est une espèce d'araignées aranéomorphes de la famille des Caponiidae.

## Distribution
Cette espèce est endémique des îles Vierges. Elle se rencontre aux îles Vierges des États-Unis et aux îles Vierges britanniques.

## Description
Le mâle holotype mesure 4,6 mm. Les mâles mesurent de 4,20 à 5,40 mm et les femelles de 5,10 à 6,20 mm.

## Systématique et taxinomie
Cette espèce a été décrite sous le protonyme Caponina blanda par Elizabeth Bangs Bryant en 1942. Elle a été placée dans le genre Nops par Chickering en 1967.
Nops virginicus a été placée en synonymie avec Nops blandus par Sánchez-Ruiz et Brescovit en 2018.

## Publication originale
- Bryant, 1942 : Notes on the spiders of the Virgin Islands. Bulletin of the Museum of Comparative Zoology, no 89, p. 317-366 (texte intégral).